# Actiones arbitrariae
Actiones arbitrariae (skargi arbitralne) – w prawie rzymskim grupa powództw charakteryzujących się dodatkowym upoważnieniem dla sędziego. Stanowiły one, w procesie formułkowym, wyjątek od zasady kondemnacji pieniężnej, powodującej możliwość uzyskania jedynie odszkodowania w pieniądzu a nie w naturze.

## Charakterystyka powództw
Upoważnienie dla sędziego polegało na umieszczeniu przez pretora w formułce przyznawanego powództwa, między intentio a condemnatio, klauzuli arbitralnej o treści:

... jeżeli wedle twej oceny nie zwróci (nie okaże)....

Takie zastrzeżenie uzależniało wydanie wyroku od tego, czy pozwany mimo wezwania (arbitrium, arbitratus) sędziego dobrowolnie spornej rzeczy powodowi nie wydał lub nie okazał. Celem tego była ochrona interesów powoda dążącego w do odzyskania (względnie okazania) rzeczy.
Spełniając wezwanie sędziego (np. zwracając sporną rzecz), pozwany unikał kondemnacji pieniężnej. Niezastosowanie się pozwanego do wezwania narażało go na zasądzenie pieniężne w wysokości oszacowanej przez samego powoda, a więc mogące znacznie przekraczać wartość przedmiotu sporu. Wartość ta była potwierdzana przysięgą (iusiurandum) składaną przez powoda

## Katalog actiones arbitrariae
Powództwami tymi były wszystkie powództwa rzeczowe, zawierające w intentio formułki sformułowanie „... o ile rzecz należy do powoda...” oraz niektóre powództwa in personam, np.:
- actio doli,
- actio quod metus causa,
- actio redhibitoria.